# Камень (Августівський повіт)
Камень (пол. Kamień) — село в Польщі, у гміні Штабін Августівського повіту Підляського воєводства.
Населення — 157 осіб (2011).
У 1975—1998 роках село належало до Сувальського воєводства.

## Демографія
Демографічна структура станом на 31 березня 2011 року:
|          | Загалом | Допрацездатний вік | Працездатний вік | Постпрацездатний вік |
| -------- | ------- | ------------------ | ---------------- | -------------------- |
| Чоловіки | 81      | 16                 | 55               | 10                   |
| Жінки    | 76      | 16                 | 43               | 17                   |
| Разом    | 157     | 32                 | 98               | 27                   |